# 인스파이어 엔터테인먼트 리조트
인스파이어 엔터테인먼트 리조트는 대한민국 인천광역시에 있는 호텔, 카지노, 다목적 공연장, 컨벤션 센터, 쇼핑몰, 실내 워터파크로 구성된 복합 엔터테인먼트 리조트다.
축구장 64개 크기의 규모로, 1,275개의 객실로 구성된 호텔 3개 동과 374대의 슬롯 머신, 150개의 게임 테이블을 갖춘 외국인 전용 카지노가 있다. 또한, 국내 최초 다목적 공연장 ‘아레나’, 워터파크 시설인 ‘스플래시 베이’, 야외 테마파크인 '디스커버리 파크'를 갖추고 있다.
2023년에 개장한 '1단계' 사업에 사업비 1조 8천억 원이 투입되었다. 총 4단계에 걸쳐 부지를 개발해 나갈 예정이며, 6조 원의 사업비가 투입되는 사업이다 

## 모기업
미국의 카지노·리조트 운영 업체 '모히건(Mohegan Integrated Entertainment Resort)'이 모기업이다
미국 코네티컷 주의 네이티브 아메리칸 모히건 부족이 설립한 기업으로, 'Spirit of Aquai' 정신을 핵심 가치로 두고있다.
모히건은 코네티컷, 뉴저지, 워싱턴, 네바다 및 나이아가라 폭포 등의 북미 지역에서 7개의 복합 엔터테인먼트 리조트를 소유/개발/운영 중이며, 북미권 외에서는 유일하게 한국의 인스파이어 엔터테인먼트 리조트를 설립했다 
JC 호스피털리티와의 JV 결성을 통해 네이티브 아메리칸 부족 중 최초로 라스베이거스 스트립 지역에 카지노 리조트 운영 권한을 획득, 2021년 3월 라스베이거스 버진 호텔 내 모히건 선 카지노를 개장했다.
2025년경 모히건 기업은 지속적인 적자로 인해 운영진에서 사모펀드인 베인 케피탈에 인수 되었다.

## 시설

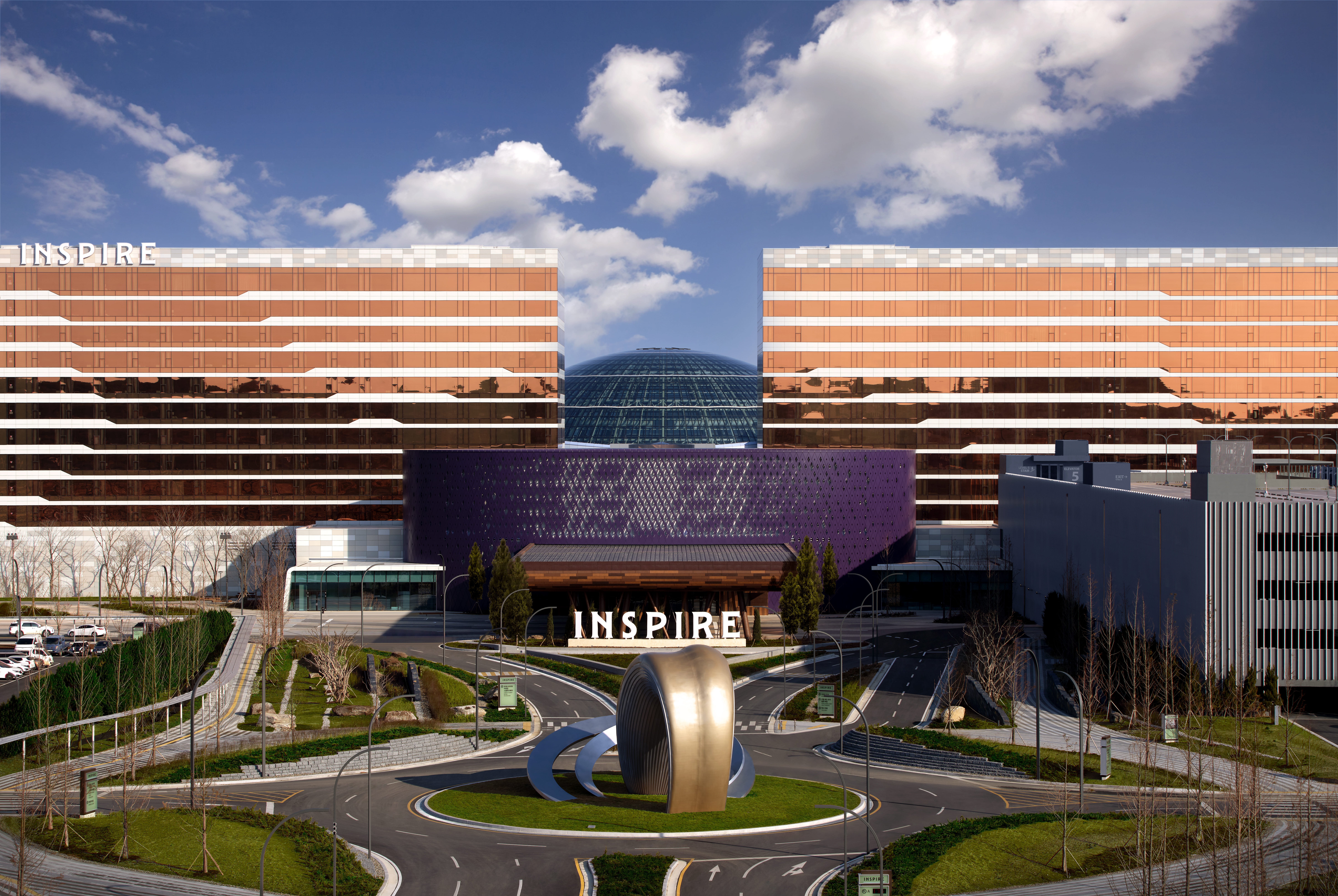
인스파이어 엔터테인먼트 리조트 외관

### 호텔
1,275개의 객실을 갖춘 5성급 호텔이다.
각기 다른 컨셉과 디자인을 갖춘 3개의 호텔 타워(포레스트 타워, 선 타워, 오션타워)에서, 디럭스룸, 스위트룸, 프리미어룸, 빌라의 4가지 객실 타입을 제공한다.
Executive Lounge, 투숙객 전용 실내 수영장, 스파, 피트니스 클럽 등의 서비스가 있다.

### 카지노
14,950㎡ 면적의 외국인 전용 카지노이다.
150 개의 테이블 게임, 374대의 슬롯머신과 160석 규모의 전자테이블게임(ETG)을 갖추고 있다.

### 아레나
15,000석 규모를 갖춘 전국 최초의 다목적 공연 아레나이다.
미국에서 '올해의 아레나'상을 7차례 수상한 공연장 '모히건 선 아레나(Mohegan Sun Arena)'의 기술·운영 노하우를 도입했다.
K-POP 콘서트를 비롯한 각종 시상식, 농구·복싱과 같은 스포츠 경기, e-스포츠 토너먼트, 패션쇼 등의 다양한 이벤트 등을 운영할 수 있도록 설계되었고, 2023년부터 SBS 가요대전의 군중 행사장으로 사용한 바 있다.

### 스플래시 베이
4계절 이용 가능한 돔 형태의 실내 워터파크으로, 연면적 약 14,000㎡ 규모이다.
트로피컬 무드로 꾸며진 공간에 다양한 워터 슬라이드, 유수풀, 키즈존 등의 워터 어트랙션을 갖추고 있다.
플로팅 요가와 수중 영화 관람 등의 다양한 프로그램을 제공하고 있으며, 물 속에서도 음료를 즐길 수 있는 스윔업 바(swimup bar)를 갖추고 있다. 중앙부에 위치한 무빙 플로어는 워터풀에서 이벤트 공간 형태로 바뀌어 공연을 관람할 수도 있다.

### 마이스
13,600㎡의 면적을 가진 국제 컨벤션 센터이다. 최대 3,000명을 수용할 수 있는 볼룸과 다양한 미팅룸, 이그젝큐티브 보드룸 등의 연회시설을 갖추고 있다.

### 인스파이어 몰
라이프스타일 편집샵 및 국내외 브랜드가 입점해 있는 복합 쇼핑몰이다.
현대퓨처넷의 투자로 설립되는 인터랙티브 미디어 아트 전시관과 쇼핑몰 곳곳에 위치한 '인스파이어 원더'에서 다양한 예술작품을 체험할 수 있다.

### F&B
미국의 '코너스톤 레스토랑 그룹'이 런칭한 '마이클 조던 스테이크 하우스' 및 'MJ 23 스포츠 바 앤 그릴'의 첫 해외 진출 매장을 만나볼 수 있다. 
그 외에도 뷔페식 레스토랑 '셰프스 키친', 치맥 전문점 '하이파이 치킨 앤 비어', 비건/논비건 카페 레스토랑 '가든 팜 카페', 프렌치 다이닝 '브라세리 1783', 북경 요리 전문점 '홍반', 일식 레스토랑 '미나기', 광둥식 요리 전문점 '영사헌' 등의 외식 브랜드를 갖추고 있다.

### 디스커버리 파크
가족단위 고객을 위한 체험형 공원으로 리조트 서편에 위치해 있다.
다양한 테마 공간, 미로, 칵테일 바 등을 갖추고 있으며, 최대 3만 명을 수용할 수 있는 야외 공연장에서는 대규모 음악 페스티벌과 계절별 프로그램이 진행된다.

### 오로라
150m 길이의 LED로 꾸며진 디지털 엔터테인먼트 거리이다. 매 시즌 새로운 컨텐츠가 업데이트 되어 다양한 볼거리를 제공한다.
레스토랑, 바, 쇼핑 시설을 갖추고 있고, 라이브 공연 등의 이벤트도 진행된다.

## 연혁 및 현황
- 2015년 8월, 문화체육관광부는 복합리조트 개발 사업계획 공모를 실시한다고 발표했다.
- 2016년 3월, 문화체육관광부는 복합리조트 개발 사업계획 공모 심사 결과 인스파이어 복합리조트(인스파이어 인티그레이티드 리조트, 인스파이어IR)를 사업자로 선정했다고 발표했다.
- 2016년 8월, 인천국제공항공사는 사업자로 선정된 (주)인스파이어인티그레이티드리조트와 실시협약을 체결했다.
- 2019년 5월, 인천경제자유구역청은 (주)인스파이어인티그레이티드리조트의 1~A단계 사업 착공을 허가했다.
- 2023년 11월, 1-A단계 공사를 마치고 소프트 오픈했다.

## 교통
인천국제공항 인근에 위치하고 있다. 공항버스를 이용해 접근할 수 있으며, 인천국제공항철도를 이용하여 접근할 수도 있다. 
자체 셔틀버스도 운영하고 있다. 공항화물청사역이나 인천공항1터미널역에 내려서 셔틀버스를 타면 된다.